# Fanatics (nhóm nhạc)
Fanatics (tiếng Hàn: 파나틱스; cách điệu: FANATICS) là một nhóm nhạc nữ Hàn Quốc gồm tám thành viên được thành lập bởi công ty FENT vào năm 2018. Ban đầu nhóm được giới thiệu là một sub-unit gồm 3 thành viên có tên Fanatics – Flavor (파나틱스-플레이버), ra mắt vào ngày 26 tháng 11 năm 2018 với đĩa đơn "Milkshake". Sau đó một nhóm đầy đủ thành viên gồm Doi, Sika, Chaelin, Chiayi, Yoonhye và Doah được ra mắt vào ngày 6 tháng 8 năm 2019, với đĩa đơn đầu tay The Six.

## Lịch sử

### 2018: Nhóm nhỏ Flavor
Vào 26 tháng 11 năm 2018, Fanatics đã debut nhỏ bỏ đầu tiên, tên là Flavor, bao gồm các thành viên Yoonhye, Chiayi, Doah với single "Milkshake"

### 2019: Debut vớiThe six
Vào 19 tháng 7 năm 2019, Fent tiết lộ logo của nhóm và nhóm đã debut vào 6 tháng 8 với album mini album The six, với bài hát chủ đề là "Sunday".

### 2020: Comeback vớiPlus two
Vào 12 tháng 4 năm 2020, Fent thông báo lịch comeback của Fanatics và tiết lộ tên album là Plus two. Vào ngày 13 tháng 4 năm 2020, nhóm đã thông báo về việc bổ sung 2 thành viên mới là Via và Rayeon, đồng thời cũng thông báo rằng các thành viên hiện tại là Chaelin và Yoonhye sẽ nghỉ ngơi cho sự trở lại với mini album thứ 2 Plus Two vào 5 tháng 4 năm 2020. Họ đã comeback vào 5 tháng 4 năm 2020

### 2021:Stary Night, Girls Planet 999, Sika rời nhóm
Vào 10 tháng 5 năm 2021, Fanantics ra mắt single điện tử "Starry Night".
Chiayi, Rayeon và Doah đã được xác nhận tham gia chương trình truyền hình thực tế sống còn của Mnet là Girls Planet 999. Rayeon bị loại ở tập 5 với hạng 23 ở K-Group, Doah và Chiayi bị loại ở tập 8 với Doah đạt hạng 9 ở K-Group và Chiayi đạt hạng 16 ở C-Group.
Vào 24 tháng 9 năm 2021, Sika thông báo rời nhóm. Kênh Youtube chính thức của nhóm cũng đã gỡ xuống toàn bộ video và hình ảnh của Sika.

## Các thành viên

### Thành viên
| Nghệ danh           | Nghệ danh | Tên khai sinh | Tên khai sinh | Tên khai sinh | Tên khai sinh  | Ngày sinh         | Nơi sinh                      | Quốc tịch  |
| Latinh              | Hangul    | Latinh        | Hangul        | Hanja         | Hán-Việt       | Ngày sinh         | Nơi sinh                      | Quốc tịch  |
| Thành viên hiện tại |           |               |               |               |                |                   |                               |            |
| Doi                 | 도이      | Yoon Doi      | 윤도이        | 尹到怡        | Doãn Đáo Di    | 12 tháng 4, 1994  | Seoul, Hàn Quốc               | Hàn Quốc   |
| Chiayi              | 지아이    | Li Chiayi     | 리지아이      | 李家儀        | Lý Gia Nghi    | 22 tháng 1, 2000  | Đài Loan                      | Đài Loan   |
| Via                 | 비아      | Kim Biah      | 김비아        | 金菲雅        | Kim Phi Nhã    | 17 tháng 8, 2000  | Busan, Hàn Quốc               | Hàn Quốc   |
| Yoonhye             | 윤혜      | Jung Yoonhye  | 정윤혜        | 鄭允惠        | Trịnh Doãn Huệ | 4 tháng 10, 2001  | Seoul, Hàn Quốc               | Hàn Quốc   |
| Rayeon              | 나연      | Lee Nayeon    | 이나연        | 李娜妍        | Lý Na Nghiên   | 24 tháng 11, 2001 | Suwon, Gyeonggi, Hàn Quốc     | Hàn Quốc   |
| Doah                | 도아      | Kim Doah      | 김도아        | 金鍍我        | Kim Độ Ngã     | 4 tháng 12, 2003  | Seongdong-gu, Seoul, Hàn Quốc | Hàn Quốc   |
| Cựu thành viên      |           |               |               |               |                |                   |                               |            |
| Sika                | 시카      | Lian Sijia    | 렌시카        | 廉斯嘉        | Liêm Tư Gia    | 25 tháng 8, 1995  | Nhật Bản                      | Trung Quốc |
| Chaelin             | 채린      | Lee Chaelin   | 이채린        | 李彩麟        | Lý Thái Lân    | 20 tháng 10, 1999 | Nhật Bản                      | Hàn Quốc   |

### Nhóm nhỏ
- Flavor (tiếng tiếng Hàn: 플레이버) - Doah, Yoonhye và Chiayi [8]

## Đĩa đệm

### Đĩa đơn (EP)
| Tiêu đề  | Chi tiết | Thứ hạng cao nhất | Doanh số     |
| Tiêu đề  | Chi tiết | KOR               | Doanh số     |
| Fanatics | Fanatics | Fanatics          | Fanatics     |
| -------- | --- | ----------------- | ------------ |
| The Six  | - Phát hành: 6 tháng 8 năm 2019 - Công ty: FENT, Kakao M - Định dạng: CD, tải xuống kỹ thuật số Track listing 1. Sunday 2. Remember (지금 이 순간을) 3. Follow Me 4. Milkshake (Chinese Ver.)                                                                                     | 27                | - KOR: 2,026 |
| Plus two | - Phát hành: 4 tháng 5 năm 2020 - Công ty: FENT, Kakao M - Định dạng: CD, tải xuống kỹ thuật số Track listing 1. Intro (Be My Fanatic) 2. V.A.V.I Girl 3. No.1 4. All You Are (Feat. Johneast) 5. If You And I (우유 한 잔) 6. Outro (Let me Fly) 7. If You And I (Acoustic Ver.) | 92                | - KOR: 1.405 |

### Single albums
| Tiêu đề           | Chi tiết về album | Thứ hạng cao nhất | Doanh số          |
| Tiêu đề           | Chi tiết về album | KOR               | Doanh số          |
| Fanatics - Flavor | Fanatics - Flavor | Fanatics - Flavor | Fanatics - Flavor |
| ----------------- | --- | ----------------- | ----------------- |
| Milkshake         | - Phát hành: 26 tháng 11 năm 2018 - Công ty: FENT, Kakao M - Định dạng: CD, tải xuống kỹ thuật số Track listing 1. Milkshake 2. Milkshake (Chinese Ver.) | 43                | - KOR: 1,020      |

### Đĩa đơn
| Tiêu đề                                                                                       | Năm               | Thứ hạng cao nhất | Album                    |
| Tiêu đề                                                                                       | Năm               | KOR               | Album                    |
| Fanatics - Flavor                                                                             | Fanatics - Flavor | Fanatics - Flavor | Fanatics - Flavor        |
| --------------------------------------------------------------------------------------------- | ----------------- | ----------------- | ------------------------ |
| "Milkshake"                                                                                   | 2018              | —                 | Milkshake                |
| Fanatics                                                                                      |                   |                   |                          |
| "Sunday"                                                                                      | 2019              | —                 | The Six                  |
| "V.A.V.I Girl"                                                                                | 2020              | —                 | Plus Two                 |
| "Starry Night"                                                                                | 2021              | —                 | Single không thuộc album |
| "-" biểu thị các bản phát hành không có bảng xếp hạng hoặc không được phát hành ở khu vực đó. |                   |                   |                          |

## Quay phim
| Tiêu đề                         | Năm  | Giám đốc               |
| ------------------------------- | ---- | ---------------------- |
| "Milkshake" (Fanatics - Flavor) | 2018 | Hong Won-Ki (Zanybros) |
| "Sunday"                        | 2019 | —                      |
| "V.A.V.I. GIRL"                 | 2020 | —                      |